# كلورفينابير
كلورفينابير هو مبيد للآفات، وعلى وجه التحديد مبيد حشري (بمعنى أنه يتم استقلابه إلى مبيد حشري نشط بعد دخوله إلى العائل)، مشتق من فئة من المركبات المنتجة ميكروبيًا والمعروفة باسم بيرول المهلجنة.

## تاريخ وتطبيقات
تم تطوير كلورفينابير بواسطة سياناميد من المنتج الطبيعي ديوكابرولوميسين، والذي تم عزله من متسلسلة فومانوس.
رفضت وكالة حماية البيئة الأمريكية في البداية التسجيل في عام 2000 لاستخدامه على القطن في المقام الأول بسبب المخاوف من أن المبيدات الحشرية كانت سامة للطيور ولأن البدائل الفعالة متاحة. ومع ذلك، تم تسجيله من قبل وكالة حماية البيئة في يناير 2001 لاستخدامه في المحاصيل غير الغذائية في البيوت البلاستيكية. في عام 2005، أنشأت وكالة حماية البيئة تسامحًا مع بقايا الكلورفينابير الموجودة في جميع السلع الغذائية أو عليها.
يستخدم كلورفينابير أيضًا كعامل مقاوم للحشرات من الصوف، وقد تم تقديمه كبديل للبيرثرويدات الاصطناعية بسبب سمية أقل للثدييات والحياة المائية.
في أبريل 2016، في باكستان، توفي 31 شخصًا عندما تم رش طعامهم بالكلورفينابير.

## طريقة العمل
يعمل الكلورفينابير عن طريق تعطيل إنتاج أدينوسين ثلاثي الفوسفات، وعلى وجه التحديد، «الإزالة المؤكسدة لمجموعة N- إيثوكسي ميثيل من الكلورفينابير بواسطة أوكسيديازات مختلطة الوظائف تشكل المركب CL 303268. يفصل CL 303268 الفسفرة المؤكسدة في الميتوكوندريا، مما يؤدي إلى تعطيل إنتاج أدينوسين ثلاثي الفوسفات، والموت الخلوي، وفي النهاية موت الكائن الحي.»

## أمان
وفقًا لصحيفة البيانات الآمنة الخاصة بها، فإن الكلورفينبر «شديد السمية للحياة المائية مع تأثيرات طويلة الأمد».

## روابط خارجية
- 31 مات في باكستان من التسمم بالكلورفينبير
- آثار الكلورفينابير على الطيور البالغة
- كلورفينابير. تحمل مبيدات الآفات
- هيئة مبيدات الآفات والأدوية البيطرية الأسترالية